# Procissão do Enterro

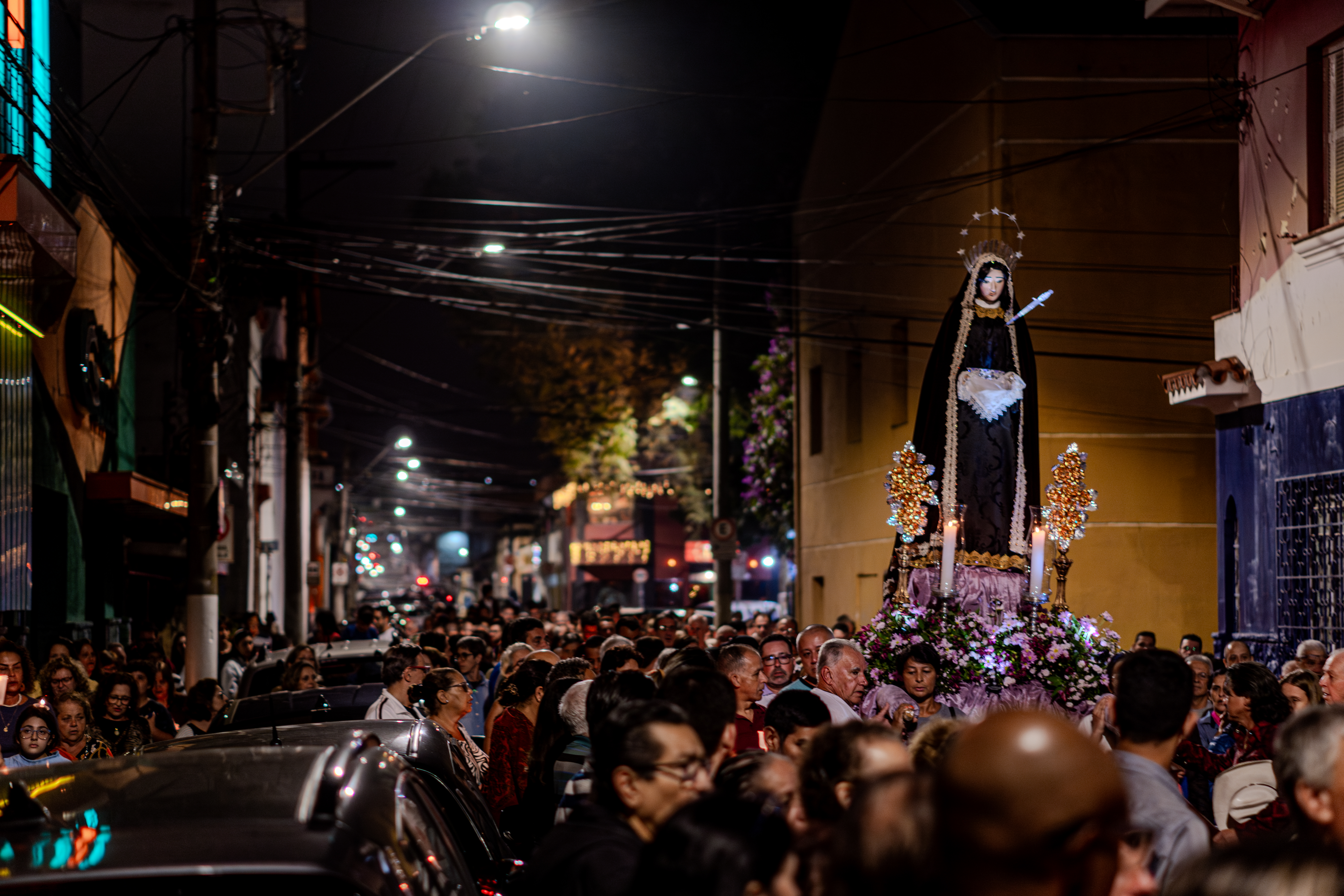
Procissão do Senhor Morto em Mogi das Cruzes

A Procissão do Enterro ou do Senhor Morto é uma prática devocional católica que procede a Celebração da Paixão e Morte do Senhor, na Sexta-feira Santa, e rememora o depósito do corpo de Jesus no túmulo. O cortejo traslada os ícones de Jesus morto e, por vezes, Nossa Senhora das Dores, São João Evangelista e Santa Maria Madalena, santos que, segundo o evangelho, teriam estado presentes à hora da crucificação. 
Surgida em Portugal entre os séculos XII e XIII, constitui, na atualidade, uma das principais práticas devocionais da Semana Santa em todos as localidades em que cuja influência portuguesa se enraizou.

## Referência
1. ↑  CASTAGNA, Paulo. A procissão do enterro: uma cerimônia pré-tridentina na América Portuguesa. In: JANCSÓ, Istán e KANTOR, Iris. Festa: cultura e sociabilidade na América Portuguesa. São Paulo: Hucitec, Editora da Universidade de São Paulo, Fapesp e Imprensa Oficial, 2001. v. 2, p. 827-856 (Coleção Estante USP – Brasil 500 Anos, v. 3) ISBN: 85-314-0619-6 (Edusp), 85-271-0555-1 (Hucitec) e 85-271-0557-8 (Hucitec).